# 酒と鬼は二合まで
『酒と鬼は二合まで』（さけとオンナはにごうまで）は、原作：羽柴実里、作画：zinbeiによる日本の漫画作品。2021年3月17日から漫画アプリ『マンガUP!』（スクウェア・エニックス）で連載を開始、2022年12月に休載したのち、「やわらかスピリッツ」（小学館）に移籍して2023年8月30日から連載を再開した。タイトルは「酒と女は二合（二号）まで」という古い言い回しから着想を得ており、「鬼」は「オンナ」と読む。

## あらすじ
バーテンダーを目指すぼっち女子大生の志田波織（ナオリ）は、半ば強引に参加させられた飲み会で、ギャル風の女子大生、伊吹陽奈多（ひなた）と出会う。「酒が飲めない」ひなたを、ひょんなことから助けたナオリは、ひなたが酒呑童子の末裔である鬼であり、「酒を飲まなければ生きていけないが、誰かに振る舞われた酒しか飲むことができない」という呪いがかかっていることを知らされる。
ナオリがひなたの専属バーテンダーとなり、奇妙な同居生活がはじまる。

## 登場人物
志田 波織（しだ なおり）
バーテンダーを目指す女子大生。啓栄学院大学国文専攻の２年生。入学当初に胃腸炎で休んだこともあり、ひなたと出会うまで、大学に友人はいなかった。バーテンダーだった祖父に憧れ、その道を目指す。カクテルについての知識も豊富。突然、自分のアパートに押しかけてきたひなたを受け入れ同居。ひなたの専属バーテンダーとなる。
伊吹 陽奈多（いぶき ひなた）
啓栄学院大学英文専攻の２年生。ギャル風の女子大生だが、正体は酒呑童子の末裔である鬼。優れた容姿と明るい性格で誰からも好かれ、大学のパンフレットの表紙を飾るなど有名人だが、ナオリと出会うまで、他人に深いところには立ち入られせなかった。ナオリには心を許し、全面的に信頼している。
伊吹 己影（いぶき みかげ）。
射干玉（ぬばたま）の髪、翡翠の瞳、額から映える白い一本の角をもつ鬼。陽奈多の親類で幼馴染。陽奈多を連れ戻しに来た。第６話、初登場。実はナオリ、ひなたが通う啓栄大の学生。「夏のイブキ」（ひなた）に対して、「冬のイブキ」と並び称される美女。

## 書誌情報
- 羽柴実里（原作）・zinbei（作画） 『酒と鬼は二合まで』 スクウェア・エニックス〈ガンガンコミックスUP!〉、全4巻
  1. 2021年8月6日発売[28]、ISBN 978-4-7575-7406-9
  2. 2022年1月7日発売[29]、ISBN 978-4-7575-7669-8
  3. 2022年2月7日発売[30]、ISBN 978-4-7575-7716-9
  4. 2022年9月7日発売[31]、ISBN 978-4-7575-8110-4
- 羽柴実里（原作）・zinbei（作画） 『酒と鬼は二合まで』 小学館〈ビッグコミックス〉、既刊7巻（2024年11月12日現在）
  - 電子書籍のみの発売。

  1. 2023年8月30日発売[32]
  2. 2023年8月30日発売[33]
  3. 2023年8月30日発売[34]
  4. 2023年8月30日発売[35]
  5. 2023年12月12日発売[36]
  6. 2024年4月11日発売[37]
  7. 2024年11月12日発売[38]